# Fondazione casa-museo di Jorge Amado

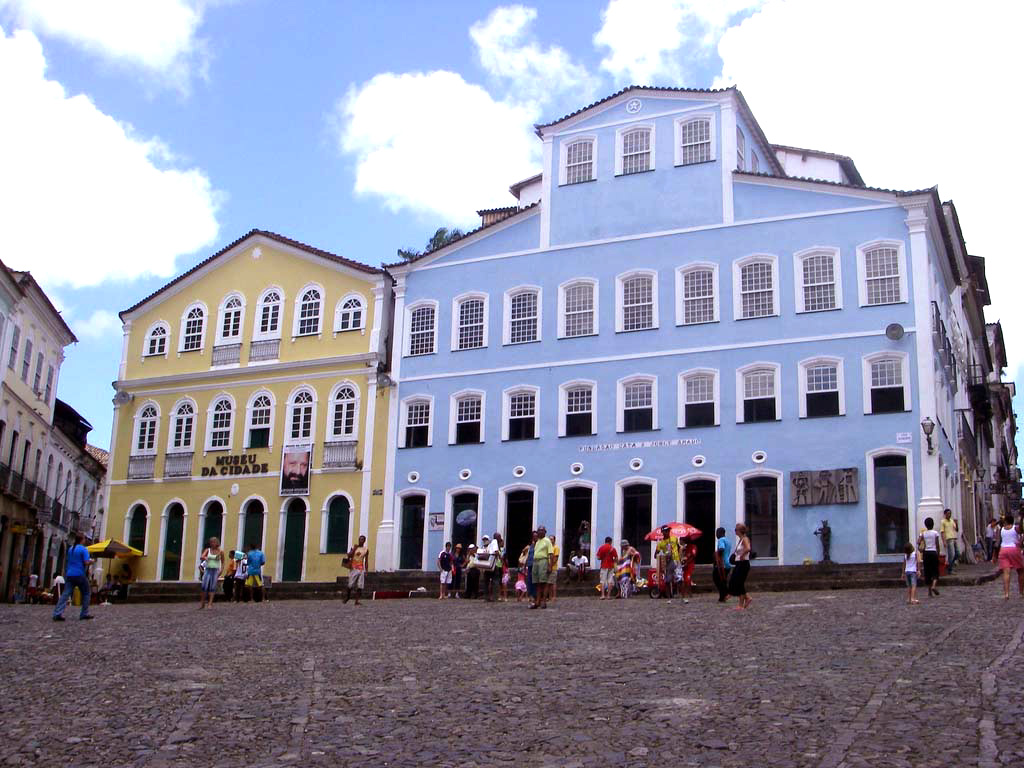
La sede della Fondazione casa-museo di Jorge Amado (a destra)

La Fondazione casa-museo di Jorge Amado (in portoghese Fundação Casa de Jorge Amado) è un'istituzione culturale e museo di Salvador de Bahia, situata nel Largo do Pelourinho.

## Storia e descrizione
Jorge Amado non visse mai nel quartiere di Pelourinho (la sua vera casa in un'altra zona della città dal 2014 è pure sede di un museo), ma in questo distretto storico sono ambientati molti dei suoi romanzi che l'hanno reso noto in tutto il mondo.
La Fondazione è stata aperta nel 1987 in un edificio coloniale dalla facciata azzurra. Nei quattro piani dell'esposizione permanente sono raccolti l'archivio dell'autore, un centro ricerche e un museo con i suoi oggetti personali e le copertine delle innumerevoli edizioni delle sue opere in tutto il mondo. Le lingue in cui è stato tradotto Amado sono ricordate anche da un murale al piano terra, dove ne sono elencate più di 60.